# Notosyllegomydas brincki
Notosyllegomydas brincki is een vliegensoort uit de familie Mydidae. De wetenschappelijke naam van de soort is, geplaatst in het geslacht Syllegomydas, voor het eerst geldig gepubliceerd in 1959 door Bequaert.
De soort komt voor in Namibië.